# Kościół św. Anny w Lubawce
Kościół pw. św. Anny w Lubawce – świątynia katolicka, jeden z trzech czynnych kościołów na terenie Lubawki.

## Historia
Kościół zbudowany został w latach 1696–1698 jako kaplica cmentarna pw. Krzyża Świętego. Do dziś położony jest na terenie dawnego cmentarza otoczonego murem z końca XVIII w. na południe od centrum.
Świątynia jest budowlą jednonawową na rzucie prostokąta z trójbocznie zamkniętym, niższym prezbiterium od południa, nakrytą dachem dwuspadowym i wielobocznym. Elewacje otrzymały prostą dekorację w postaci pasów zwieńczonych prostym belkowaniem.
Wnętrze przekryto sklepieniami kolebkowymi z lunetami. W trójprzęsłowej nawie zrealizowany został w zredukowanej formie typ wnętrza znany z wielkich barokowych kościołów – hala emporowa, podobnie jak w kościele parafialnym. W tym przypadku jednak w obrębie jednej nawy filarami zostały wydzielone kaplice boczne, a nad nimi rozpięte drewniane empory.
Wyposażenie wnętrza jest barokowe. Ołtarz główny pochodzi z roku 1803. Umieszczono w nim starszą figurę św. Anny Samotrzeciej z I ćwierci XVI w.

## Msze święte
W kościele msze sprawowane są tylko w środy okresu wakacyjnego (godz. 18:00), połączone z Nowenną do Matki Bożej Nieustającej Pomocy. W lipcu przypada natomiast święto patronalne tej świątyni – wspomnienie liturgiczne św. Anny, wtedy ma miejsce uroczysty odpust.